# Krapivinskij rajon
Il Krapivinskij rajon (in russo Крапивинский район?) è un rajon dell'Oblast' di Kemerovo, nella Russia europea; il capoluogo è Krapivinskij. Istituito nel 1924, ricopre una superficie di 6.930 chilometri quadrati e consta di una popolazione di circa 26.000 abitanti.